# IdFM Radio Enghien
Vous pouvez aider à l'améliorer ou bien discuter des problèmes sur sa page de discussion.
- Il ne cite pas suffisamment ses sources. Vous pouvez indiquer les passages à sourcer avec {{référence nécessaire}} ou {{Référence souhaitée}}, et inclure les références utiles en les liant aux notes de bas de page. (Marqué depuis mai 2022)
- Sa typographie ne respecte pas les conventions de Wikipédia. Vous pouvez solliciter de l’aide de l’Atelier typographique. (Marqué depuis mai 2022)
- Son ton est trop promotionnel ou publicitaire, voire hagiographique. Le texte doit adopter un ton neutre et encyclopédique. (Marqué depuis mai 2022)

- Archive Wikiwix
- Bing
- Cairn
- DuckDuckGo
- E. Universalis
- Gallica
- Google
- G. Books
- G. News
- G. Scholar
- Persée
- Qwant
- (zh) Baidu
- (ru) Yandex
- (wd) trouver des œuvres sur Wikidata

IDFM Radio est une station de radio associative généraliste française qui émet 24 h sur 24 depuis 1983.
Luc et Jacques Berbérides ont créé idFM Radio Enghien en 1982, située à Enghien-les-Bains dans le Val-d'Oise.
Elle émet à Paris et dans les départements voisins sur 98,0 MHz.

## Historique

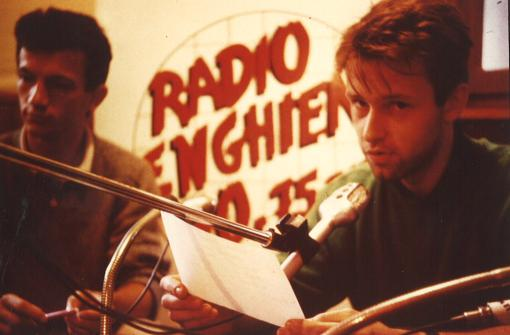
Frédéric Fougerat au micro de Radio Enghien.

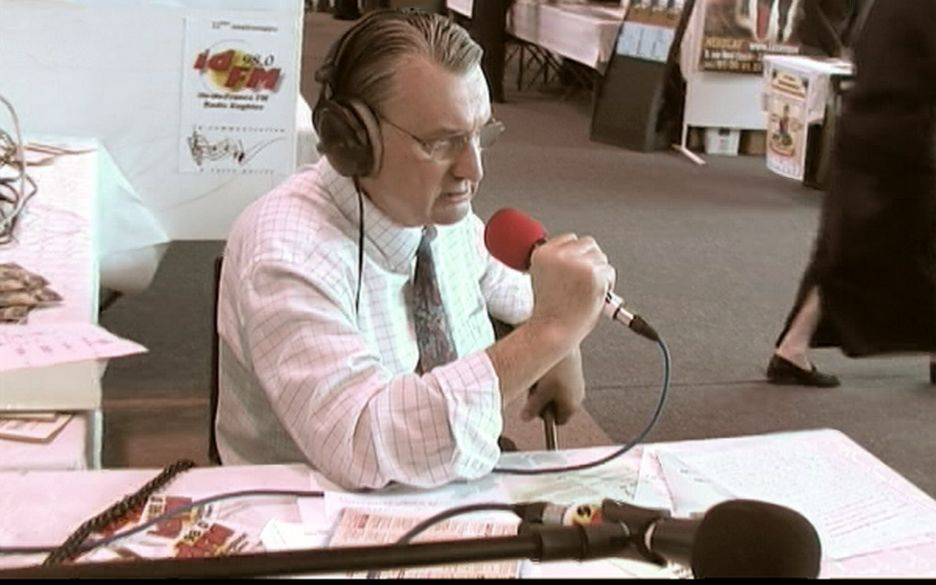
Bernard Ventre au 6ème Salon d'Orientation Intercommunal de Taverny.

L’idée de la création de Radio Enghien est venue, au début des années 1980, d’un groupe de lycéens qui souhaitaient mettre en place une radio libre.
Jacques Berberides, président de la radio, était à cette époque membre du conseil d’administration du lycée. Il reprit cette idée, monta un dossier et déposa en 1982 une demande d’autorisation d’émettre.
Luce, sa femme, en assura la programmation auprès des animateurs, en s'occupant également de la diffusion éventuelle des cassettes, tout le monde étant bénévole excepté quelques techniciens[source insuffisante].
La première émission eut lieu le 7 novembre 1983. À la demande de Luce Berberides et pour aider la radio, Violaine Vanoyeke accepte d'y faire dès les tout débuts des émissions culturelles plusieurs fois par semaine.[réf. souhaitée]
De 1987 à 2000, Albert de Smet en a été le journaliste réalisateur : Ses émissions ont été retenues dans les journaux, tels que La Gazette du Val-d'Oise, Libération, Pariscope, L'Officiel des spectacles, L'Écho-Le Régional et bien d'autres revues et magazines.
D'autres personnalités de la communication ont débuté sur Radio Enghien, comme Frédéric Fougerat, producteur-animateur du magazine Initiative Emploi de 1985 à 1987.
En 1992, la station acquiert et bascule sur l'émetteur plus puissant stéréo rendu disponible[réf. souhaitée], situé sur la colline de Sannois, d'une puissance de 4 kW, desservant notamment le Val d'Oise, les Yvelines et la zone Nord de Paris. La diffusion est assurée par TDF (Télédiffusion De France).
En octobre 2000, le nom d'IdFM, initiales d'« Île-de-France FM », plus représentatif, fut décidé, et finalement l'association des deux termes en IdFM-Radio Enghien fut adoptée.
La radio diffusant jusqu'ici uniquement en modulation de fréquence dans une partie de la région parisienne, rajouta à partir de 2002 sa diffusion sur le site Internet idfm.fr, puis idfm98.fr, permettant à tout auditeur de pouvoir l'écouter dans toutes les régions et pays dont la qualité moyenne très compressée au début[non neutre].
En 2007, à la suite d'un souhait du CSA de limiter la puissance officielle de l'émetteur à un périmètre plus réduit, une demande express est effectuée administrativement par Jacques Berberides, associée à quelques lettres de pétitions d'auditeurs pour conserver sa puissance actuelle de 4 kW, demande qui finira par être accordée quelques mois plus tard.
Jeannine Menet fut durant près de 25 ans l'une des principales animatrices devenue doyenne de la radio, avec son émission en semaine « Bonjour Voisins »[source secondaire souhaitée].
Les anniversaires des 10 ans, puis 20 ans, de la radio furent fêtés à la salle des fêtes, puis les 30 ans dans les Salons de la Pergola situés près du Casino.
En mai 2014, le journal l'Echo-Le Régional révélait que « la situation financière de la radio était jugée préoccupante ». Celle-ci s'est améliorée de nouveau en 2015[réf. souhaitée].

## Choix des émissions

### Émissions documentaires et d'information
IdFM Radio Enghien est aussi une radio d'informations. Si l'information internationale et nationale est traitée dans les matinales de 6 h 30 à 9 h et dans les magazines de 12 h et de 19 h par RFI, la priorité est donnée à l'information locale et régionale.
En cours de journée, de nombreuses émissions donnent la parole aux élus, aux entreprises et associations, aux organisateurs de manifestations diverses, aux professionnels de la santé pour l'émission "Santé-Handicap", aux communautés, aux écoles et aux maisons de quartiers.
Chaque 4e dimanche du mois, de 14 h à 15 h 30, l'équipe "Asperger Café" vient régulièrement avec plusieurs invités pour présenter ce syndrome.
Plusieurs émissions interactives, de minuit à 6 h du matin, donnent la possibilité aux auditeurs et auditrices de s'exprimer à l'antenne sur des thèmes proposés par les animateurs[réf. souhaitée].

### Accordéon, chansons, musiques classiques et traditionnelles
C'est l'une des rares radios d'Île-de-France continuant de promouvoir l'accordéon musette[réf. souhaitée], avec quatre émissions hebdomadaires.
Divers styles de musique sont représentés, tels que : les chanteurs traditionnels, les musiques légères, de genre et de divertissement, folkloriques ou traditionnelles, ainsi que la musique classique ou la poésie.

## Fonctionnement
IdFM - Radio Enghien a été gérée jusqu'en 2013, durant 30 ans, par Jacques Berberides, président de l’Association de Radio Enghien et propriétaire des locaux, ainsi que Luce Berberides, bénévoles et par 8 salariés dont 4 se relaient pour effectuer la technique et l’animation de certaines émissions.
Jean François Dupaquier, ancien journaliste, a pris la direction de la radio de début 2014 à avril 2017, suivi de Bernard Toublanc jusqu'en Septembre 2018, puis de Jean Marié qui en est l'actuel président.

## Budget
Cette radio associative de catégorie A, dispose de 305 000 € de subventions annuelles accordées par l’État.
IdFM reçoit, également, des revenus issus du fonds d’action social, des subventions des municipalités et de la région Île-de-France, de la publicité et des partenariats (à hauteur de 7 % du budget annuel), des cotisations des membres de l’Association Radio Enghien et de la contribution financière des membres de l’Association du club des auditeurs d’IDFM-Radio Enghien.

## Locaux
Depuis 1985 jusqu'en novembre 2012, les studios se sont situés au sous-sol de la maison de la famille Berbéridès, 46 avenue de Ceinture à Enghien-les-Bains.
Depuis décembre 2012, ils sont localisés au 1er étage d'un pavillon proche du centre-ville, 26 bis rue de Mora à Enghien.